# أوستن تابان رايت
أوستن تابان رايت (بالإنجليزية: Austin Tappan Wright)‏ (20 أغسطس 1883، هانوفر في الولايات المتحدة - 18 سبتمبر 1931، سانتا فيه في الولايات المتحدة)؛ روائي أمريكي.